# Катенануова
Катенануова (итал. Catenanuova, сиц. Catinanova) — коммуна в Италии, в регионе Сицилия, подчиняется административному центру Энна.
Население составляет 4898 человек (на 2001 г.), плотность населения — 445 чел./км². Занимает площадь 11,17 км². Почтовый индекс — 94010. Телефонный код — 0935.
Покровителем коммуны почитается святой мученик Проспер, празднование в последнее воскресение сентября.